# Sofia kraftverk
Sofia kraftverk är ett kolkraftverk vid staden Sofia i västra Bulgarien. Det har en installerad produktionskapacitet på 125 MW. Anläggningen byggdes ut åren fram till 1949. Energikällan är huvudsakligen brunkol och subsidiärt eldningsolja.